# جوناس برامن
جوناس برامن (انگلیسی: Jonas Brammen؛ زادهٔ ۱۹ ژوئیهٔ ۱۹۹۷) بازیکن فوتبال اهل آلمان است.
از باشگاه‌هایی که در آن بازی کرده‌است می‌توان به باشگاه فوتبال پادربورن اشاره کرد.